# Jupiter LVI
Jupiter LVI, désignation provisoire S/2011 J 2, est un des satellites naturels de Jupiter. Il mesure moins de 10 kilomètres de diamètre. Il a été découvert le 27 septembre 2011 par Scott S. Sheppard grâce au télescope Baade à l'observatoire de Las Campanas. L'annonce a été faite le 29 janvier 2012,,.

## Récapitulatif des noms officiels
- 27/09/2011 - 03/06/2012 : découverte, pas encore de nom officiel ;
- du 03/06/2012 au 09/06/2017 : S/2011 J 2 par l'IAUC 9252[4].
- depuis le 09/06/2017 : Jupiter LVI par la Minor Planet Circular 105280[5]